# Listopad 2024

## 30 listopada
- Co najmniej 27 osób zginęło, a ponad 100 zaginęło, gdy łódź wywróciła się na rzece Niger w stanie Kogi w Nigerii[1].
- Wietnam zatwierdził wartą 67 miliardów dolarów linię kolei dużych prędkości o długości 1541 km z Hanoi do Ho Chi Minh. Będzie to zmodernizowana wersja propozycji budowy ekspresowej kolei północ–południe[2].
- Ks. Wojciech Pracki został wybrany na urząd biskupa diecezji katowickiej Kościoła Ewangelicko-Augsburskiego w RP w trakcie Synodu Wyborczego Diecezji Katowickiej w Bytomiu-Miechowicach[3][4].

## 28 listopada
- Osunięcia ziemi i gwałtowne powodzie wywołane przez cyklon Robyn zabiły co najmniej 27 osób i zraniły kilkadziesiąt kolejnych w Sumatrze Północnej w Indonezji[5].

## 26 listopada
- Japońska Agencja Eksploracji Aerokosmicznej (JAXA) przerwała test silnika Epsilon S po pożarze, który wybuchł w Centrum Lotów Kosmicznych Tanegashima w prefekturze Kagoshima w Japonii[6][7].

## 25 listopada
- Samolot DHL Boeing 737-400F linii Swiftair rozbił się o budynek podczas podchodzenia do lądowania na lotnisku w Wilnie na Litwie. W wyniku katastrofy jedna osoba zginęła, a trzy zostały ranne[8].
- Największy niemiecki koncern stalowy ThyssenKrupp ogłosił plany zwolnienia 11 tys. pracowników, w tym 5 tys. w Europie, do 2030 roku[9].

## 23 listopada
- 24 osoby zginęły, a 46 zostało uratowanych, gdy dwie łodzie z 70 pasażerami wywróciły się na Oceanie Indyjskim u północnego wybrzeża Madagaskaru, gdy zawiodły ich silniki[10].

## 22 listopada
- W przemówieniu wygłoszonym na Mińskim Państwowym Uniwersytecie Lingwistycznym prezydent Białorusi Alaksandr Łukaszenka zagroził, że wyłączy internet w kraju, jeśli przed nadchodzącymi wyborami prezydenckimi dojdzie do masowych protestów, podobnych do tych, które miały miejsce podczas poprzednich wyborów w 2020 roku[11].

## 21 listopada
- Inwazja Rosji na Ukrainę: Ukraina stwierdziła, że Rosja wystrzeliła międzykontynentalny pocisk balistyczny (ICBM) w kierunku Dniepru, co byłoby pierwszym przypadkiem użycia ICBM w walce[12]. Według Ukraińskiej prawdy Rosja wykorzystała pocisk RS-26 Rubież[13]. Urzędnicy amerykańscy poinformowali, że w rzeczywistości był to pocisk balistyczny pośredniego zasięgu (IRBM)[14][15]. Prezydent Putin w przemówieniu do narodu powiedział, że niedawne ukraińskie ataki z użyciem zachodnich systemów uzbrojenia nie mogłyby nastąpić bez udziału zachodnich specjalistów, w związku z czym Rosja użyła eksperymentalnego pocisku 9M729 Oresznik, uderzając w ukraińskie obiekty wojskowe[16][17][18].
- Europejskie Obserwatorium Południowe ogłosiło, że astronomowie w Chile wykonali pierwsze z bliska zdjęcie gwiazdy spoza Drogi Mlecznej[19].

## 20 listopada
- W badaniu opublikowanym w czasopiśmie Nature astronomowie ogłasili odkrycie IRAS 04125+2902 b, nowo narodzonej egzoplanety. Odkrycia dokonała Madyson Barber, studentka studiów podyplomowych na Uniwersytecie Karoliny Północnej w Chapel Hilh[20][21].

## 19 listopada
- Inwazja Rosji na Ukrainę: Sztab Generalny Ukrainy oświadczył, ok. 2:30 w nocy siły ukraińskie po raz pierwszy zaatakowały rosyjski skład amunicji w Karaczewie w obwodzie briańskim, wykorzystując pociski balistyczne MGM-140 ATACMS, w wyniku czego odnotowano jedną potężną eksplozję i 12 wtórnych. Szef Centrum Przeciwdziałania Dezinformacji RBNiO Ukrainy Andrij Kowalenko powiedział, że atak był wymierzony w 67. arsenał Głównego Zarządu Rakietowego i Artyleryjskiego MON Rosji[22][23][24][25].
- SpaceX wystrzeliło szóstą rakietę Starship z wyrzutni Boca Chica w Brownsville w Teksasie w Stanach Zjednoczonych[26].

## 18 listopada
- Inwazja Rosji na Ukrainę: Siły rosyjskie drugi dzień z rzędu przeprowadziły atak rakietowy na Odessę na Ukrainie. W ataku zginęło co najmniej 10 cywilów, kilkadziesiąt zostało rannych, a infrastruktura cywilna, w tym budynki mieszkalne, została uszkodzona[27].
- Amerykańska linia lotnicza Spirit Airlines złożyła wniosek o ogłoszenie upadłości po latach strat finansowych i nieudanej próbie fuzji z JetBlue Airways[28].

## 17 listopada
- Co najmniej 13 osób zginęło, a 80 uratowano w wyniku zawalenia się budynku w Dar es Salaam w Tanzanii[29].
- Inwazja Rosji na Ukrainę: Rosja przeprowadziła największy atak powietrzny na Ukrainę od miesięcy. Według Wołodymyra Zełenskiego wystrzelono ok. 120 pocisków i 90 dronów, uderzając w infrastrukturę energetyczną w całym kraju oraz zabijając co najmniej pięć osób i powodując rozległe szkody[30][31].

## 16 listopada
- Rozpoczął się Synod Kościoła Starokatolickiego Mariawitów w RP, pierwszy od 1935 roku[32][33].
- Krzysztof Urban został wybrany na prezesa Synodu Kościoła Ewangelicko-Reformowanego w RP[34].

## 14 listopada
- Prezydent Wrocławia Jacek Sutryk został zatrzymany przez funkcjonariuszy CBA związku z sprawą związaną z Collegium Humanum, a stanowisko prezydenta miasta tymczasowo objęła wiceprezydent Renata Granowska. Dzień później Sutryk wrócił do sprawowania urzędu[35][36][37].
- W badaniu opublikowanym w czasopiśmie medycznym The Lancet poinformowano, że liczba dorosłych chorych na cukrzycę na świecie wzrosła z 200 milionów osób w 1990 roku do ok. 800 milionów osób w 2022 roku. Badanie wykazało również, że ok. 40% dorosłych chorych na cukrzycę nie otrzymało leczenia tej choroby[38][39].

## 12 listopada
- Justin Welby złożył rezygnację z pełnionych funkcji Arcybiskupa Canterbury i przywódcy anglikanów na całym świecie, z powodu niekorzystnego dla niego raportu, z którego wynika, że nie zapewnił należytego dochodzenia w sprawie najpoważniejszego skandalu pedofilskiego w Kościele Anglii[40][41].

## 11 listopada
- 35 osób zginęło, a 43 zostały ranne podczas ataku taranującym pojazdem przed stadionem w Zhuhai, Guangdong, Chinach. Sprawca był w śpiączce po odniesieniu poważnych obrażeń[42].
- Inwazja Rosji na Ukrainę: Pięć osób zginęło, a 18, w tym pięcioro dzieci, zostało rannych w wyniku rosyjskich nalotów na Mikołajów i Zaporoże na Ukrainie[43][44].
- Przed budynkiem kurii arcybiskupiej w Krakowie, doszło do aktu samospalenia mężczyzny[45][46].
- Z okazji obchodów Narodowego Święta Niepodległości, prezydent RP Andrzej Duda odznaczył Ryszarda Legutko i Henryka Skarżyńskiego Orderem Orła Białego[47].
- Pod hasłem „Wielkiej Polski moc to my” ulicami Warszawy przeszedł Marsz Niepodległości 2024. Jak poinformował stołeczny ratusz w wydarzeniu wzięło udział ok. 90 tys. osób[48].
- Ok. 19 tys. osób wzięło udział w 34. Biegu Niepodległości w Warszawie[49].

## 8 listopada
- Inwazja Rosji na Ukrainę: Jedna osoba zginęła, a co najmniej 38 zostało rannych w wyniku rosyjskich nalotów na Charków, Kijów i Odessę na Ukrainie[50].
- Amerykańska piosenkarka Beyoncé otrzymała 11 nominacji do nagród Grammy 2025, co uczyniło ją artystką z największą liczbą nominacji w historii tej nagrody – łącznie otrzymała ich aż 99[51].

## 6 listopada
- Inwazja Rosji na Ukrainę: Cztery osoby zginęły, a 33 zostały ranne, gdy rosyjskie bomby lotnicze trafiły w domy prywatne, budynek mieszkalny i ośrodek medyczny w Zaporożu na Ukrainie[52].

## 5 listopada
- Inwazja Rosji na Ukrainę: Sześć osób zginęło, a co najmniej 20 zostało rannych w wyniku rosyjskiego ataku rakietowego na Zaporoże na Ukrainie[53].
- Katastrofa elektrowni jądrowej Fukushima Nr 1: Zdalnie sterowany robot odzyskał kawałek stopionego paliwa z elektrowni jądrowej Fukushima-Daiichi. To pierwszy przypadek odzyskania kawałka stopionego paliwa z miejsca katastrofy jądrowej[54].
- Naukowcy z Uniwersytetu w Kioto w Japonii wystrzelili w kosmos LignoSat, pierwszego na świecie drewnianego satelitę zbudowanego bez śrub i kleju. Będzie on krążył wokół Ziemi przez sześć miesięcy[55].

## 4 listopada
- Co najmniej 36 osób zginęło, a 27 zostało rannych, gdy autobus wpadł do wąwozu w pobliżu Marchula, w stanie Uttarakhand w Indiach[56][57].
- Inwazja Rosji na Ukrainę: Ukraina poinformowała, że armia ukraińska po raz pierwszy starła się z wojskami Korei Północnej w obwodzie kurskim w Rosji[58].
- Nuncjatura Apostolska w Polsce poinformowała, że papież Franciszek przyjął rezygnację kardynała Kazimierza Nycza z posługi arcybiskupa metropolity warszawskiego i mianowaniu na to stanowisko dotychczasowego metropolitę katowickiego Adriana Galbasa[59].

## 3 listopada
- Inwazja Rosji na Ukrainę: Rosyjskie Ministerstwo Obrony i ukraiński projekt DeepState podały, że Rosja zdobyła miejscowość Wysznewe w obwodzie donieckim, a wojska rosyjskie zrobiły postępy w kierunku Hryhoriwki[60].

## 1 listopada
- W Nowym Sadzie w Serbii doszło zawalenia się dachu dworca kolejowego. Wskutek katastrofy 14 osób zginęło, a 30 zostało rannych[61].
- Liczba ofiar powodzi w Hiszpanii, głównie we Wspólnocie Walenckiej, wzrosła do 205 osób, a wiele innych nadal uznawano za zaginione[62][63].